# 南陽市立中川小学校
南陽市立中川小学校（なんようしりつ なかがわしょうがっこう）は山形県南陽市にある公立小学校。

## 沿革
- 1873年（明治6年） -  中山学校として創立
- 1941年（昭和16年） - 中川国民学校に改称
- 1947年（昭和22年）4月1日 - 中川村立中川小学校に改称
- 1955年（昭和30年）6月10日 - 赤湯町立中川小学校に改称
- 1967年（昭和42年）4月1日 - 南陽市立中川小学校に改称
- 2025年（令和7年）3月31日 - 休校。休校後は赤湯小学校が受け入れ校[1]。

## 通学区域
- 新田、川樋、小岩沢、元中山、釜渡戸[2]

## 進学先中学校
- 公立学校は、赤湯中学校へ進学する[2]。